# Aspria Tennis Cup 2006
La Aspria Tennis Cup 2006, nota anche come Zenith Tennis Cup, è stata un torneo di tennis facente parte della categoria ATP Challenger Series nell'ambito dell'ATP Challenger Series 2006. Il torneo si è giocato a Milano in Italia dal 19 al 25 giugno 2006 su campi in terra rossa.

## Vincitori

### Singolare
Wayne Odesnik ha battuto in finale  Arnaud Di Pasquale con il punteggio di 5–7, 6–2, 7–6(5)

### Doppio
Giorgio Galimberti /  Harel Levy hanno battuto in finale  Frederico Gil /  Juan Albert Viloca con il punteggio di 6–3, 6–3